# Марков, Иван Эдуардович
Иван Эдуардович Марков (15 октября 1995 года, Владимирская область, Ковров, Россия) — российский спортсмен-гиревик. 7-кратный Чемпион мира по гиревому спорту, 2-кратный чемпион Кубка мира, чемпион Азии, чемпион Европы, 6-кратный чемпион России. Абсолютный рекордсмен России и Мира по гиревому спорту. Заслуженный мастер спорта России по гиревому спорту.

## Биография
Иван Марков с раннего возраста занимался спортом, в юности увлекался лёгкой атлетикой и пожарно-прикладным видом спорта, занятие гиревым спортом начал в 2014 году возрасте 19 лет. 
В 2014 году поступил в Михайловскую военную артиллерийскую академию, в 2019 году окончил ее с золотой медалью.
В 2017 году выполнил норматив Мастера спорта России международного класса.
В 2018 году на чемпионате Мира Даугавпилсе в Латвии установил три новых абсолютных мировых рекорда, толкнув две гири весом 32 кг 176 раз за 10 минут, выполнив 225 подъема гири весом 32 кг, в сумме двоеборья набрал 288.5 очков, тем самым побил установленные ранее рекорды (2005 года) другого российского гиревика Ивана Денисова, установив новые стандарты в гиревом спорте.
В 2021 году на чемпионате Мира  Будапеште в Венгрии побил свой же предыдущий рекорд, толкнув две гири весом 32 кг 179 раз за 10 минут.
В 2021 году окончил магистратуру в Национальным государственном университете физической культуры, спорта и здоровья имени П.Ф. Лесгафта.
В 2022 году в Нью-Дели Индии установил новые мировые рекорды, толкнув две гири весом по 32 кг 181 раз за 10 минут, в сумме двоеборья набрал 296 очков и выполнил 230 подъемов гири весом 32 кг.
В 2023 году в Хиве Узбекистане установил действующий рекорд мира, толкнув две гири весом по 32 кг 182 раза за 10 минут.
В 2024 году на базе центра тестирования ГТО на Васильевском острове в городе Санкт-Петербург получил золотой знак отличия ГТО.
Имеет медаль за отличную службу в сухопутных войсках.
С 2024 года по настоящее время, находится в звании капитана Вооруженных Сил РФ.
В 2025 году присвоено почетное звания — Заслуженный мастер спорта России.

## Спортивные достижения по гиревому спорту
- Чемпионат России 2024[6] — ;
- Чемпион России в эстафетах 2024[7] — ;
- Чемпионат России 2023[8] — ;
- Чемпион России в эстафетах 2023 — ;
- Чемпионат России 2022[9] — ;
- Чемпионат России 2020[10] — ;
- Кубок России 2020[11] — ;
- Чемпионат России 2021 — ;
- Чемпионат России 2017 — ;
- Чемпионат Европы 2021[12] — ;
- Чемпионат Азии 2023 — ;
- Кубок мира 2021 — ;
- Кубок мира 2017[13]— ;
- Чемпионат Мира 2024 — ;
- Чемпионат Мира 2023[14] — ;
- Чемпионат Мира 2022 — ;
- Чемпионат Мира 2021[15] — ;
- Чемпионат Мира 2020 — ;
- Чемпионат Мира 2018[16] — ;
- Чемпионат Мира 2017 — ;
- Мастер спорта России международного класса — ;